# بيتر في. بريت
بيتر في. بريت (بالإنجليزية: Peter V. Brett)‏ (8 فبراير 1973، نيو روتشيل في الولايات المتحدة)؛ كاتب وروائي زيمبابوي. درس في جامعة بافالو.

## روابط خارجية
- بيتر في. بريت على موقع ميوزك برينز (الإنجليزية)